# Calamaria nuchalis
Calamaria nuchalis — вид змій родини полозових (Colubridae). Ендемік Індонезії.

## Поширення й екологія
Calamaria muelleri мешкають у горах у центральній частині Сулавесі, а також на сусідньому острові Бутон. Вони живуть у вологих рівнинних і гірських тропічних лісах, серед опалого листя.